# Tios
Koordinaten: 41° 34′ 13″ N, 32° 1′ 55″ O
Tios (Τίος; urspr. Τιεῖον/Tieíon, lateinische Formen Tium, Tieium und Teium.) war ein antiker Ort an der Südküste des Schwarzen Meers in Kleinasien in der heutigen Türkei. Tios lag an der bithynisch-paphlagonischen Grenze unterhalb der heutigen Ortschaft Filyos und westlich der Mündung des Billaios.

## Geschichte
Es existieren verschiedene literarische Überlieferungen über den Ursprung der Stadt. Milet soll im 7. Jahrhundert. v. Chr. die Kolonie gegründet haben. Andere Quellen führen die Gründung auf thrakische Kaukonen zurück und eine dritte Variante spricht die Gründung Pataros zu, ebenfalls einem Thraker, der von Europa aus kommend ganz Paphlagonien erobert hatte.
Die Stadt geriet später unter die Herrschaft von Herakleia Pontike. Um 300 v. Chr. wurde Tios mit drei weiteren Ortschaften von der persischen Adligen Amastris aufgelöst und zu der nach ihr benannten Stadt Amastris zusammengelegt (Synoikismos genannt). Die Zusammenlegung wurde von Lysimachos wieder rückgängig gemacht und Eumenes, der Bruder des Attaliden Philetairos, wurde neuer Herrscher über die Stadt. Nach 281 v. Chr. eroberte Zipoites von Bithynien das Gebiet. Die Stadt wurde von Herakleia Pontike zurückgekauft. Prusias I. bemächtigte sich ihrer in seinen Kriegen gegen Pergamon und Herakleia Pontike. Von da an war Tios Teil der bithynischen Geschichte.
Tios prägte erstmals unter Nikomedes III. Münzen. Diese Tätigkeit ist bis in die Zeit der römischen Republik und Kaiserzeit belegt.